# Stray Kids
Stray Kids (hangul: 스트레이 키즈, w skrócie SKZ) – południowokoreański boysband utworzony przez JYP Entertainment. Zespół został założony poprzez południowokoreański reality show Stray Kids i zadebiutował w 9-osobowym składzie: Bang Chan, Lee Know, Changbin, Hyunjin, HAN, Felix, Seungmin, Woojin oraz I.N. Woojin opuścił Stray Kids z powodów osobistych w październiku 2019 roku. W styczniu 2018 roku ukazał się ich pierwszy minialbum pt. Mixtape, a oficjalnie zadebiutowali 25 marca z minialbumem I Am Not.

## Historia

### 2017–2018: debiut i seriaI Am
W sierpniu 2017 roku JYP Entertainment oficjalnie zapowiedziało swój nowy reality show, którego celem miało być utworzenie nowego zespołu męskiego. Przed premierą programu Stray Kids, 17 października, JYPE wydało pierwszy teledysk grupy Stray Kids do piosenki zatytułowanej „Hellevator”, która została później wydana jako singel cyfrowy. Dwóch członków, Lee Know i Felix, zostało początkowo wyeliminowanych z programu, ale ostatecznie cała dziewiątka znalazła się w ostatecznym składzie.
Wraz z uruchomieniem oficjalnej strony internetowej Stray Kids, JYPE ogłosiło wydanie pre-debiutanckiego minialbumu zatytułowanego Mixtape. Zawiera on siedem utworów współtworzonych przez członków, w tym „Hellevator” i inne piosenki, które wykonali w programie. Album, wraz z teledyskiem do drugiego utworu „Beware” (kor. Grrr 총량의 법칙), został wydany 8 stycznia 2018 roku, podczas gdy teledysk do „Spread My Wings” (kor. 어린 날개) został wydany tydzień później. Album zadebiutował na drugim miejscu na liście Gaon Album Chart i Billboard World Albums.
25 marca zespół zorganizował pokaz debiutancki, Stray Kids Unveil (Op. 01: I Am Not), w Jangchung Arena. Oficjalnie zadebiutowali następnego dnia z wydaniem minialbumu I Am Not, wraz z teledyskiem do tytułowego utworu „District 9”, podczas gdy teledysk do „Grow Up” oraz teledysk do „Mirror” zostały wydane odpowiednio 31 marca i 23 kwietnia. Album zadebiutował na czwartym miejscu na liście Gaon Album Chart.
14 kwietnia Stray Kids wystąpili na KCON Japan 2018, co było ich pierwszym zagranicznym występem. 12 lipca JYPE ogłosiło drugi showcase zespołu, Stray Kids Unveil (Op. 02: I Am Who), który odbył się 5 sierpnia w Grand Peace Palace Uniwersytetu Kyung Hee. Ich drugi minialbum, I Am Who, został wydany następnego dnia wraz z głównym singlem „My Pace”. 4 października JYPE ogłosiło trzeci showcase zespołu, Stray Kids Unveil (Op. 03: I Am You), który odbył się 21 października w Olympic Hall. Występ był poprzedzony wydaniem ich nowego minialbumu I Am You dzień później.

### 2019: SeriaCléi odejście Woojina
Stray Kids rozpoczęli rok, organizując swoją trasę koncertową Unveil Tour „I Am…” w regionie Azji i Pacyfiku, która rozpoczęła się 19 stycznia w Bangkoku. Grupa zorganizowała również krajową promocyjną trasę Hi Stay Tour w Busan, Daejeon i Inczon w marcu, a także finał w Seulu w Olympic Park. 5 marca JYPE ogłosiło, że Stray Kids powrócą po raz trzeci 25 marca 2019 roku, wydając czwarty minialbum Clé 1: Miroh z okazji pierwszej rocznicy debiutu grupy. 4 kwietnia Grupa zdobyła swoje pierwsze zwycięstwo w programie muzycznym M Countdown za główny singel albumu „Miroh”. 19 czerwca wydali swój pierwszy album specjalny Clé 2: Yellow Wood, wraz z głównym singlem „Side Effects” (kor. 부작용).
Stray Kids wydali cyfrowy singiel zatytułowany „Double Knot” 9 października i ogłosili swoją trasę koncertową District 9 Unlock World Tour, rozpoczynając ją koncertami w Olympic Hall w Seulu, w Korei Południowej od 23 do 24 listopada. Ich piąty minialbum Clé: Levanter początkowo miał być wydany 25 listopada; jednakże, 28 października JYPE ogłosiło, że Woojin opuścił grupę z powodów osobistych i data wydania została przełożona. 13 listopada grupa wydała teledysk do „Astronaut”, ich pierwszego singla jako ośmioosobowa grupa, a następnie Clé: Levanter 9 grudnia. 26 grudnia grupa wydała cyfrowy singiel „Mixtape: Gone Days”, pierwszy singel z ich projektu Mixtape.

### 2020: japoński debiut iGo Live
24 stycznia Stray Kids wydali pierwsze angielskie wersje „Double Knot” i „Levanter” jako cyfrowe single. 18 marca oficjalnie zadebiutowali w Japonii albumem kompilacyjnym SKZ2020 wydanym przez Epic Records Japan. 26 marca grupa wydała drugi singiel cyfrowy z projektu Mixtape, „Mixtape: On Track”. 3 czerwca Stray Kids wydali swój pierwszy japoński singiel „Top”, który został wykorzystany jako piosenka przewodnia w anime Tower of God, wersja koreańska została wydana 13 maja, a wersja angielska 20 maja. Singiel zadebiutował na szczycie listy Oricon Singles Chart, czyniąc ich czwartym zagranicznym artystą w historii, który zadebiutował na pierwszym miejscu listy wraz ze swoim pierwszym singlem, po Jang Keun-suk, Exo i iKon.
17 czerwca Stray Kids wydali swój pierwszy album studyjny Go Live wraz z głównym singlem „God’s Menu”, zawierającym na liście utworów koreańskie wersje „Top” i „Slump”, a także wcześniej wydane single „Gone Days” i „On Track”. Go Live stał się wówczas najlepiej sprzedającym się albumem grupy, debiutując na szczycie cotygodniowej listy albumów Gaon i sprzedając 243 462 egzemplarzy do końca miesiąca, osiągając piąte miejsce na comiesięcznej liście albumów Gaon. Album otrzymał platynę od Korea Music Content Association (KMCA) w sierpniu 2020 roku, co jest pierwszym albumem grupy, który to osiągnął. 14 września grupa wydała reedycję swojego pierwszego albumu studyjnego jako In Life. Główny singiel „Back Door” został uplasowany przez magazyn Time na ósmym miejscu na liście 10 najlepszych piosenek 2020 roku, jako jedyna piosenka wykonawcy z Korei na liście i opisany jako „artystyczny Frankenstein, który jest równie chwytliwy, co skomplikowany”.
4 listopada Stray Kids wydali swoją pierwszą japoński minialbum, All In, z utworem tytułowym „All In” jako głównym singlem. Na album znalazły się również japońskie wersje piosenek „God’s Menu” i „Back Door”, a także ich pierwszy japoński singiel „Top”. 22 listopada grupa zorganizowała swój pierwszy koncert online, zatytułowany „Unlock: Go Live In Life”, za pośrednictwem Beyond Live, który został uznany za kontynuację ich trasy koncertowej „District 9: Unlock”, która została odwołana ze względu na obawy związane z pandemią COVID-19.

### 2021: Kingdom: Legendary War iNoeasy
Podczas gali Mnet Asian Music Awards 2020 ogłoszono, że Stray Kids dołączy do Ateez i The Boyz w inauguracyjnym sezonie Kingdom: Legendary War – konkurencyjnego show dla męskich zespołów Mnet. Później potwierdzono również udział BtoB, iKon i SF9. 28 maja 2021 roku zespół wydał utwór „Wolfgang” na finałowy etap programu. 3 czerwca zdobyli zwycięstwo w programie, co zaowocowało ich własnym reality show oraz specjalnym show Kingdom Week z okazji powrotu.
Grupa współpracowała ze szwedzkim producentem Alesso i chińskim DJ-em Corsak w koreańskiej wersji piosenki „Going Dumb” do mobilnej wersji gry PUBG, wydanej 19 marca. Piosenka zadebiutowała na 13. miejscu listy Billboard’s Hot Dance/Electronic Songs, co było pierwszym pojawieniem się zespołu na tej liście.
26 czerwca Stray Kids zaskakująco wydali trzeci singiel z projektu Mixtape, „Mixtape: Oh”. Zadebiutował on na szczycie listy Billboard World Digital Song Sales, co było ich pierwszym numerem jeden na tej liście. 23 sierpnia zespół wydał swój drugi album studyjny zatytułowany Noeasy. Zadebiutował na szczycie Gaon Album Chart, sprzedając się w ponad 1,1 miliona egzemplarzy do sierpnia 2021 roku I otrzymał certyfikat miliona od KMCA, stając się pierwszym zespołem z JYP Entertainment, który sprzedał ponad milion kopii albumu. Główny singiel „Thunderous” osiągnął 33. miejsce na liście Gaon Digital Chart i 80. miejsce na liście Billboard Global 200, zdobył także sześć wygranych w programach muzycznych.
13 października zespół wydał drugi japoński singiel „Scars”/„Thunderous (Japanese ver.)”. Singiel zajął drugie miejsce zarówno na liście Oricon Singles Chart, jak i na liście Billboard Japan Hot 100, sprzedając się w ponad 180 000 kopiach. 29 listopada ukazał się album Christmas EveL, zawierający dwa główne single – tytułowy utwór oraz „Winter Falls” – w tematyce świątecznej. Album zadebiutował na szczycie listy Gaon Album Chart, sprzedając się w ponad 743 000 kopiach w samym 2021 roku, a także otrzymał podwójną platynę od KMCA. 23 grudnia grupa zakończyła rok cyfrowym wydaniem SKZ2021, albumu kompilacyjnego zawierającego ponownie nagrane wersje poprzednich piosenek oraz koreańską wersję „Scars”.

### 2022:Oddinary,CircusiMaxident
10 lutego 2022 roku ogłoszono, że Stray Kids podpisali kontrakt z wytwórnią Republic Records w celu promocji w Stanach Zjednoczonych, jako część strategicznego partnerstwa JYPE z tą wytwórnią.
18 marca Stray Kids wydali swój szósty minialbum Oddinary. Album znalazł się na szczycie list przebojów w Korei Południowej, Finlandii, Polsce i Stanach Zjednoczonych, sprzedając się w ponad 1,5 miliona egzemplarzy w marcu. To pierwszy album Stray Kids, który pojawił się na liście UK Albums Chart i Billboard 200. Ten ostatni wynik pozwolił zespołowi stać się trzecim zespołem koreańskim w historii, który zadebiutował na szczycie listy, po BTS i SuperM.
Stray Kids ogłosili swoją drugą trasę koncertową, Maniac World Tour, która rozpoczęła się 29 kwietnia w Seulu, a następnie obejmowała występy w Azji, Australii i Ameryce Północnej.
22 czerwca Stray Kids wydali swój drugi japoński minialbum Circus. Album zadebiutował na drugim miejscu listy Oricon Albums Chart i na szczycie listy Billboard Japan Hot Albums. 1 sierpnia grupa niespodziewanie wydała singiel „Mixtape: Time Out”, aby uczcić czwartą rocznicę ujawnienia nazwy fandomu Stay.
Siódmy minialbum grupy, Maxident, została wydana 7 października z głównym singlem „Case 143”. Maxident stał się pierwszym albumem Stray Kids i JYPE, który sprzedał się w ponad 2 i 3 milionach egzemplarzy. 21 grudnia wydali trzeci album kompilacyjny Skz Replay, zawierający solowe utwory członków i utwory wcześniej nieoficjalnie wydane.

### 2023:The Sound,5-Star,  i odebranie nagrody VMA.
Debiutancki album studyjny Stray Kids w języku japońskim, zatytułowany The Sound, został wydany 22 lutego 2023 roku. Zespół był główną gwiazdą festiwalu muzycznego Lollapalooza w Paryżu po raz pierwszy jako artysta K-popowy na francuskim festiwalu muzycznym, który odbył się na 21 lipca 2023 roku.
2 czerwca 2023 roku Stray Kids wydali swój trzeci koreański album studyjny 5-Star, sprzedając ponad 5 milionów egzemplarzy. Album otrzymał pozytywne recenzje. 30 maja 2023 roku, dwa dni przed premierą, JYP Entertainment poinformowało, że album 5-Star, przekroczył 4,93 miliona zamówień w przedsprzedaży i 5,13 miliona dwa dni później. Stał się najczęściej zamawianym w przedsprzedaży wydawnictwem w historii K-popu, pobijając rekord albumu FML Seventeen (2023) z liczbą 4,64 miliona kopii. Według Hanteo Chart, album sprzedał się w liczbie 2 392 666 kopii w pierwszym dniu premiery, a następnie 4 617 499 kopii w pierwszym tygodniu, stając się najszybciej sprzedającym się albumem w pierwszym tygodniu w Korei Południowej i na całym świecie W Europie album 5-Star stał się pierwszym numerem jeden dla zespołu na francuskiej liście SNEP Top Albums. Album również dotarł na szczyt Ultratop Albums Top 200 zarówno w regionie Flandrii, jak i Walonii. Na greckiej liście Top-75 Albums Sales zajął pierwsze miejsce, na węgierskiej liście MAHASZ Album Top 40 również zdobył numer jeden, a na polskiej liście Official Sales Chart również zajął pierwsze miejsce. Album osiągnął drugie miejsce na niemieckiej liście Offizielle Deutsche Album-Charts i szwajcarskiej liście Top 100 albumów. W Wielkiej Brytanii zadebiutował na 40. miejscu, stając się pierwszym albumem zespołu w top 40 na UK Albums Chart. Album znalazł się również w pierwszej dziesiątce list przebojów w Finlandii, Włoszech, na Litwie i w Holandii. W Australii album osiągnął drugie miejsce na liście ARIA Albums Chart, co stanowi najwyższą pozycję zespołu i ich trzeci album w pierwszej pięćdziesiątce, po albumach Noeasy (2021) i Maxident (2023).

## Członkowie

### Obecni
| Pseudonim   | Pseudonim | Prawdziwe imię           | Prawdziwe imię | Data urodzenia            | Pozycja w zespole                |
| Latynizacja | Hangul    | Latylizacja              | Hangul         | Data urodzenia            | Pozycja w zespole                |
| ----------- | --------- | ------------------------ | -------------- | ------------------------- | -------------------------------- |
| Bang Chan   | 방찬      | Christopher Chahn Bahng  | ~              | 3 października 1997(dts)  | lider, wokalista, raper, tancerz |
| Lee Know    | 리노      | Lee Min-ho               | 이민호         | 25 października 1998(dts) | tancerz, wokalista, raper        |
| Changbin    | 창빈      | Seo Chang-bin            | 서창빈         | 11 sierpnia 1999(dts)     | raper, wokalista                 |
| Hyunjin     | 현진      | Hwang Hyun-jin           | 황현진         | 20 marca 2000(dts)        | tancerz, raper, visual           |
| HAN         | 한        | Han Ji-sung              | 한지성         | 14 września 2000(dts)     | raper, wokalista                 |
| Felix       | 필릭스    | Felix Lee (Lee Yong-bok) | 이용복         | 15 września 2000(dts)     | tancerz, raper, wokalista        |
| Seungmin    | 승민      | Kim Seung-min            | 김승민         | 22 września 2000(dts)     | główny wokalista                 |
| I.N         | 아이엔    | Yang Jeong-in            | 양정인         | 8 lutego 2001(dts)        | wokalista, maknae                |

### Byli
| Pseudonim   | Pseudonim | Prawdziwe imię | Prawdziwe imię | Data urodzenia       | Pozycja w zespole |
| Latynizacja | Hangul    | Latynizacja    | Hangul         | Data urodzenia       | Pozycja w zespole |
| ----------- | --------- | -------------- | -------------- | -------------------- | ----------------- |
| Woojin      | 우진      | Kim Woo-jin    | 김우진         | 8 kwietnia 1997(dts) | główny wokalista  |

## Dyskografia

### Dyskografia koreańska
Albumy studyjne
- Go Live (kor. GO生) (2020)
- In Life (kor. IN生) (2020, repackage)
- Noeasy (2021)
- 5-Star (2023)

Kompilacje
- SKZ2021 (2021)
- SKZ-Replay (2022)

Mixtape
- HOP (2024)

Minialbumy
- Mixtape (2018)
- I Am Not (2018)
- I Am Who (2018)
- I Am You (2018)
- Clé 1: Miroh (2019)
- Clé 2: Yellow Wood (2019, album specjalny)
- Clé: Levanter (2019)
- Oddinary (2022)
- Maxident (2022)
- Rock-Star (2023)
- Ate (2024)

Single album
- Christmas EveL (2021)

### Dyskografia japońska
Albumy studyjne
- The Sound (2023)
- Giant (2024)

Kompilacje
- Unveil Stray Kids (2019)
- SKZ2020 (2020)

Minialbumy
- All In (2020)
- Circus (2022)

## Trasy koncertowe
- Unveil Tour „I Am...” (2019)
- World Tour „District 9: Unlock” (2019–2020)
- Maniac World Tour (2022–2023)
- 5-Star Dome Tour (2023)
- Dominate World Tour (2024–2025)